# تشارلي هنري (لاعب كرة قدم)
تشارلي هنري (بالإنجليزية: Charlie Henry)‏ (13 فبراير 1962 في المملكة المتحدة - ) هو لاعب كرة قدم بريطاني في مركز الظهير. لعب مع سويندون تاون ونادي توركي يونايتد ونادي نورثامبتون تاون ونادي ألدرشوت ونادي تشيلتنهام تاون لكرة القدم وFairford Town F.C. ‏.